# К-9 (телесеріал)
«К-9» — серіал про пригоди пса-робота K-9 із серіалу «Доктор Хто», знятий за допомогою комп'ютерної анімації та живих зйомок.